# Tirebolu
Tirebolu (del grec Τρίπολις, Trípolis 'tres ciutats') és una ciutat portuària de la mar Negra, a Turquia, capital del districte de Tirebolu a la província de Giresun. El 1990 tenia 13.144 habitants i el 2018 eren 16.543 (el districte 32.008). Es troba a l'oest de l'estuari del riu Harşit o Filabonites, i el seu port està poc protegit i mal comunicat amb l'interior.
La ciutat es va fundar cap a l'any 656 aC com a colònia de Milet amb el nom de Trípolis, que no va créixer gaire per causa de les seves males comunicacions. L'historiador grec Xenofont (431–360 aC) escriu que els colquis, els driles, els habibs i els tiberins vivien en aquesta zona de la mar Negra.
Més tard va estar sota domini de Roma i de l'Imperi Romà d'Orient. Formà part de l'Imperi de Trebisonda, i des del 1204 era un feu personal dels emperadors Comnè. Al segle xiv la van poblar els shepnis, una tribu turcmana. L'any 1397 la van conquerir els otomans (general Hacı Emiroğlu Süleyman) però la van perdre el 1402. Mehmet II la va recuperar en la campanya de Trebisonda del 1461 quan va conquerir aquells territoris. La va incloure a l'Imperi Otomà i es va dir Driboli, situant-la dins la nahiye de Kürtün. El 1468 tenia 67 llars (poc més de 300 habitants) totes cristianes; el 1511 eren 271 llars cristianes (1.200 habitants) més 8 de musulmanes (40 habitants), però al rerepaís tots eren musulmans. El 1554 eren 1500 habitants cristians i 75 musulmans. El 1640 hi va passar Ewliya Çelebi, un viatger turc que explica que la ciutat tenia una antiga fortalesa, estava habitada per grecs i era pròspera. A l'inici del segle xviii era seu d'un ayan. Hamilton hi va passar el 1834 i diu que hi vivien 500 cristians i 2.000 musulmans; el 1846 es diu que eren 2500 musulmans i 750 cristians. Cuinet estableix la població en uns 8.000 habitants el 1890 (5600 musulmans, 2000 grecs i 400 armenis).
Va seguir en mans otomanes fins al novembre de 1916 quan Rússia va ocupar el territori fins al riu, i la població musulmana va fugir, en el curs de la Primera Guerra Mundial. Els grecs van ser deportats a partir del 29 de novembre de 1916 a Şebinkarahisar. Els russos van evacuar la zona a finals del 1917 després de la revolució. Va retornar a l'Imperi Otomà i després va formar part de la república turca. El 1927 només tenia 3,375 habitants i no va arribar al seu nivell de 1914 fins després del 1980.

## Llocs interessants
- Castell
- Edificis d'època otomana
- Platges
- Ruïnes del monestir grec ortodox de la muntanya Haç Dağı.